# Ніколаєвка (Федоровський район)
Нікола́євка (рос. Николаевка, башк. Николаевка) — присілок у складі Федоровського району Башкортостану, Росія. Входить до складу Дідовської сільської ради.
Населення — 18 осіб (2010; 39 в 2002).
Національний склад:
- росіяни — 97%